# Sölve

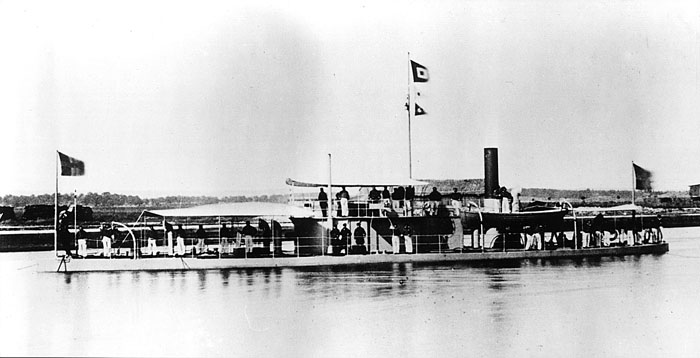
Монітор «Sölve» під час служби

Sölve — єдиний збережений із семи моніторів типу «Гілдур», побудований 1875 року. Нині музейний корабель у Гетеборзі, Швеція.

## Будівництво та служба

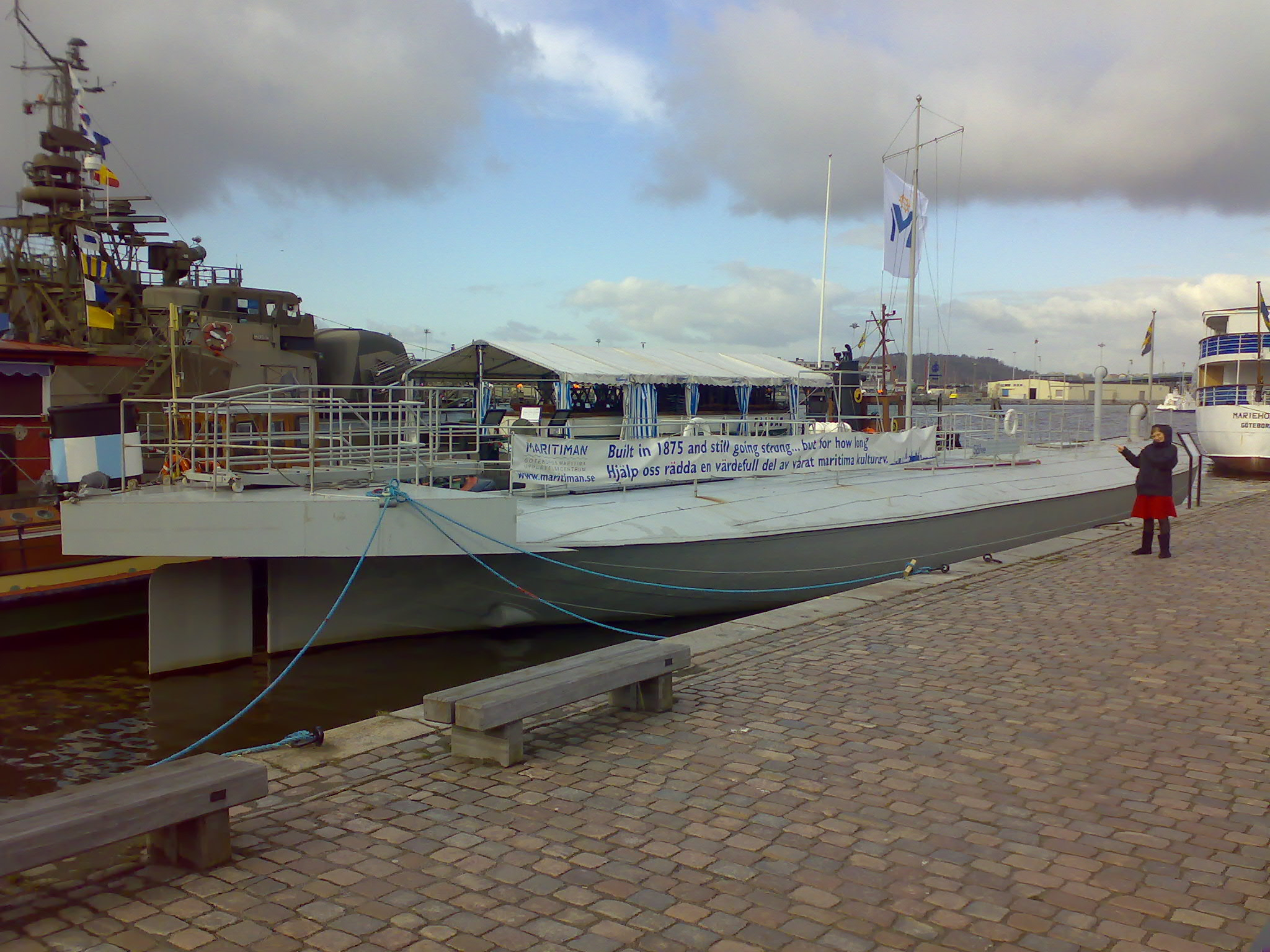
«Sölve» — корабель музей.

Сьйолве, названий на честь Сьйолве, напівлегендарного короля Швеції, був побудований у 1875 році Motala Verkstad у Норрчепінгу.
Між 1899 та 1901 встановлену на ньому гармату 24 cm M/69 замінили сучаснішою, більш скорострільною, хоч і меншого калібру 12 cm M/94 (у назві калібр гармати у сантиметрах та рік прийняття на озброєння). Нова гармата могла наводитися з боку в бік на 41 градус, у той час як попередню можна було спрямовувати на ціль лише повертаючи корпус корабля.
Він був виведена з експлуатації в 1919 році, після чого використовувався ВМС Швеції як танкер під іменем «Pegasus». У 1949 придбаний компанію Mobil і використовувався для перевезень нафти і нафтопродуктів до 1980-х. Корабель був придбаний Гетеборзьким морським музеєм у 1992 році. Він був частково відреставрований (відсутня башта та озброєння) і в даний час пришвартований в Гетеборзі. Є найстарішим кораблем музею і розглядається як «єдиний у світі збережений монітор берегової оборони третього класу». Втім технічно корабель є броньованим канонерським човном, оскільки башта корабля не могла обертатися.